# マイレージ、マイライフ オリジナル・サウンドトラック
『マイレージ、マイライフ オリジナル・サウンドトラック』（Up in the Air: Music from the Motion Picture）は、2009年のコメディドラマ映画『マイレージ、マイライフ』の公式サウンドトラックである。アルバムは2009年11月9日に発売された。CD版は14トラック、ビニル版は12トラック構成であり、「Bust a Move」と「Milwaukee: To the Wedding with a Plus 1」が含まれていない。
スコアはロルフ・ケントが作曲し、ハリウッド・スタジオ・シンフォニーで収録され、トニー・ブロンダルが指揮した。

## 背景
『マイレージ、マイライフ』の監督のジェイソン・ライトマンはサウンドトラックを映画のキャラクターのように見ていると述べている。彼は「私は非常に早い段階から音楽を考え始めている。脚本を書いている間に一致するiTunesライブラリをまとめている。その結果、旅の本質と人間のつながりの暖かさを語る歌が集まる」と語った。
「ビー・ユアセルフ」と「アップ・イン・ジ・エア」はアカデミー歌曲賞の審査資格を得られなかった。スミスの曲の一部は以前に書いたものの一部として存在し、またレリックはライトマンに会うより前に曲を書いていた。

## CDトラックリスト
| #         | タイトル                                                                           | 作詞  | 作曲・編曲 | 時間 |
| --------- | ---------------------------------------------------------------------------------- | ----- | ---------- | ---- |
| 1.        | 「ディス・ランド・イズ・ユア・ランド」(シャロン・ジョーンズ&ザ・ダップ・キングス ) |       |            | 4:27 |
| 2.        | 「セキュリティ・バレット」(ロルフ・ケント)                                         |       |            | 1:31 |
| 3.        | 「ゴーイン・ホーム」(ダン・オーバック )                                            |       |            | 4:53 |
| 4.        | 「テイクン・アット・オール」(クロスビー、スティルス、ナッシュ&ヤング)              |       |            | 2:58 |
| 5.        | 「エンジェル・イン・ザ・スノウ」(エリオット・スミス)                               |       |            | 2:35 |
| 6.        | 「ヘルプ・ユアセルフ」(サッド・ブラッド・スミス)                                   |       |            | 3:23 |
| 7.        | 「ジェノバ」(チャールズ・アトラス)                                                 |       |            | 7:37 |
| 8.        | 「ロスト・イン・デトロイト」(ロルフ・ケント)                                       |       |            | 1:36 |
| 9.        | 「サンキュー・ロード」(ロイ・ブキャナン)                                           |       |            | 2:24 |
| 10.       | 「ビー・ユアセルフ」(グラハム・ナッシュ)                                           |       |            | 2:59 |
| 11.       | 「ザ・スノウ・ビフォア・アス」(チャールズ・アトラス)                               |       |            | 3:12 |
| 12.       | 「アップ・イン・ジ・エア」(ケヴィン・レリック)                                     |       |            | 5:29 |
| 13.       | 「Bust a Move」(ヤング・MC)                                                        |       |            | 4:23 |
| 14.       | 「Milwaukee: To the Wedding with a Plus 1」(ロルフ・ケント)                        |       |            | 1:54 |
| 合計時間: | 合計時間:                                                                          | 57:48 |            |      |

## Amazon配信トラックリスト
| #         | タイトル                                                                           | 作詞  | 作曲・編曲 | 時間 |
| --------- | ---------------------------------------------------------------------------------- | ----- | ---------- | ---- |
| 1.        | 「ディス・ランド・イズ・ユア・ランド」(シャロン・ジョーンズ&ザ・ダップ・キングス ) |       |            | 4:27 |
| 2.        | 「セキュリティ・バレット」(ロルフ・ケント)                                         |       |            | 1:31 |
| 3.        | 「ゴーイン・ホーム」(ダン・オーバック )                                            |       |            | 4:53 |
| 4.        | 「テイクン・アット・オール」(クロスビー、スティルス、ナッシュ&ヤング)              |       |            | 2:58 |
| 5.        | 「エンジェル・イン・ザ・スノウ」(エリオット・スミス)                               |       |            | 2:35 |
| 6.        | 「ヘルプ・ユアセルフ」(サッド・ブラッド・スミス)                                   |       |            | 3:23 |
| 7.        | 「ジェノバ」(チャールズ・アトラス)                                                 |       |            | 7:37 |
| 8.        | 「ロスト・イン・デトロイト」(ロルフ・ケント)                                       |       |            | 1:36 |
| 9.        | 「サンキュー・ロード」(ロイ・ブキャナン)                                           |       |            | 2:24 |
| 10.       | 「ビー・ユアセルフ」(グラハム・ナッシュ)                                           |       |            | 2:59 |
| 11.       | 「ザ・スノウ・ビフォア・アス」(チャールズ・アトラス)                               |       |            | 3:12 |
| 12.       | 「アップ・イン・ジ・エア」(ケヴィン・レリック)                                     |       |            | 5:29 |
| 13.       | 「タイム・アフター・タイム」(アナ・ケンドリック)                                   |       |            | 3:42 |
| 合計時間: | 合計時間:                                                                          | 57:48 |            |      |

## ビニルトラックリスト
| #  | タイトル                                                                           | 作詞 | 作曲・編曲 | 時間 |
| -- | ---------------------------------------------------------------------------------- | ---- | ---------- | ---- |
| 1. | 「ディス・ランド・イズ・ユア・ランド」(シャロン・ジョーンズ&ザ・ダップ・キングス ) |      |            | 4:27 |
| 2. | 「セキュリティ・バレット」(ロルフ・ケント)                                         |      |            | 1:31 |
| 3. | 「ゴーイン・ホーム」(ダン・オーバック )                                            |      |            | 4:53 |
| 4. | 「テイクン・アット・オール」(クロスビー、スティルス、ナッシュ&ヤング)              |      |            | 2:58 |
| 5. | 「エンジェル・イン・ザ・スノウ」(エリオット・スミス)                               |      |            | 2:35 |
| 6. | 「ヘルプ・ユアセルフ」(サッド・ブラッド・スミス)                                   |      |            | 3:23 |

| #   | タイトル                                             | 作詞 | 作曲・編曲 | 時間 |
| --- | ---------------------------------------------------- | ---- | ---------- | ---- |
| 7.  | 「ジェノバ」(チャールズ・アトラス)                   |      |            | 7:37 |
| 8.  | 「ロスト・イン・デトロイト」(ロルフ・ケント)         |      |            | 1:36 |
| 9.  | 「サンキュー・ロード」(ロイ・ブキャナン)             |      |            | 2:24 |
| 10. | 「ビー・ユアセルフ」(グラハム・ナッシュ)             |      |            | 2:59 |
| 11. | 「ザ・スノウ・ビフォア・アス」(チャールズ・アトラス) |      |            | 3:12 |
| 12. | 「アップ・イン・ジ・エア」(ケヴィン・レリック)       |      |            | 5:29 |